# 6246 Komurotoru
6246 Komurotoru eller 1990 VX2 är en asteroid i huvudbältet som upptäcktes den 13 november 1990 av de båda japanska astronomerna Kazuro Watanabe och Tetsuya Fujii vid Kitami-observatoriet. Den är uppkallad efter den japanske skulptören Toru Komuro.
Asteroiden har en diameter på ungefär 5 kilometer.